# Hannah Laing
Hannah Laing (Dundee, 1994) is een Schots dj en muziekproducent gespecialiseerd in trance, techno en hardhouse. In 2023 werd ze door DJ Magazine genomineerd voor een Best of Britain award. Daarnaast was Laing geregeld te horen op BBC Radio 1, waar ze onder andere een twee uur lange Essential Mix speelde.

## Biografie
Laing studeerde aan de Harris Academy in Dundee. Ze ontwikkelde al op jonge leeftijd een belangstelling voor ravemuziek door haar ouders en begon als dj op achttienjarige leeftijd in Arbroath. Terwijl ze werkte aan haar muzikale carrière, waaronder het volgen van een opleidingssessie voor dj in San Antonio, werkte ze als arts voor tien jaar lang totdat ze optrad op het festival Creamfields in 2022.
Hierna volgden meerdere dj-sets voor Laing op diverse festivals als TRNSMT, Creamfields, the Tidy Weekender en als supportact van Idris Elba in Ibiza. In 2022 trad Laing op tijdens Big Weekend nadat Radio 1 dj's Pete Tong en Danny Howard haar hadden ontdekt. Ze trad op als headliner van hetzelfde dansevenement in 2023.
In 2019 maakte Laing een remix van de single Murder on the Dancefloor van Sophie Ellis-Bextor die werd gebruikt in wereldwijde dj-sets. Laing bracht in 2023 de single Good Love uit, een samenwerking met de Barbadiaanse zangeres RoRo. Deze single stond 26 werken in de UK Singles Chart.  Het wist daaron de zevende plaats te behalen en werd Platinum door het British Phonographic Industry. Laing was eveneens in 2023 te horen op het album  TDV25 - The Remixes van Tidy Trax, dat werd uitgebracht ter ere van het 25-jarige overlijden van hard house-pioneer Tony De Vit.
Laing brengt muziek uit onder haar eigen label Doof, vernoemd naar de muziek die ze speelt gebaseerd op het geluid van de "doof doof" beat. In juli 2024 bracht Laing de ep Into the Doof uit'. Volgens Laing was deze ep het resultaat van een drie dagen durende samenwerking met andere dj's en alle stijlen weergeeft waar Laing van houdt.

## Discografie

### EP's
| Jaar | Titel         |
| ---- | ------------- |
| 2024 | Into the Doof |

### Singles
| Jaar | Titel                                         |
| ---- | --------------------------------------------- |
| 2014 | Coco                                          |
| 2015 | My House                                      |
| 2015 | Space                                         |
| 2021 | Murder on the Dancefloor (remix)              |
| 2022 | Climax                                        |
| 2022 | Don't Wanna Go (met Stephen Kirkwood)         |
| 2023 | Be the One                                    |
| 2023 | Get Busy                                      |
| 2023 | Good Love (met RoRo)                          |
| 2023 | Party All the Time (met HVRR)                 |
| 2024 | FWTDJ (All Night Long)                        |
| 2024 | Bouncing Ball (met Reinier Zonneveld en Push) |
| 2024 | I Need It More                                |
| 2024 | Tell Me (met The Fairground)                  |
| 2024 | Stay (met Jem Cooke)                          |
| 2024 | Poppin                                        |
| 2024 | Ibizacore (met Muki)                          |